# Ugolino I Trinci
Ugolino I Trinci era fill de Trincia Trinci. Va participar en l'expedició contra Asisi el 1321 i contra Spoleto el 1322; fou protector del partit güelf de Foligno ciutat a la que va exercir el poder exercint com a gonfanoner de justícia i capità del poble el 1321, com a jutge el 1329, i com a podestà el 1334, any en què va conquerir Bevagna. Va morir el 1338. Només va deixar una filla de nom Maddalena.